# Río Guadamatilla
El río Guadamatilla es un río del centro-sur de la península ibérica perteneciente a la cuenca hidrográfica del Guadiana que discurre en su totalidad por la comarca de Los Pedroches, al norte de la provincia de Córdoba. 
Con su principal afluente, el río Guadarramilla, representa uno de los mayores aportes de la cuenca alta del río Zújar.

## Curso
Nace en el término municipal de Hinojosa del Duque, para después definir, en parte de su recorrido, el límite municipal entre los términos municipales de Belalcázar y El Viso. Tras 54 km aproximados de recorrido, vierte sus aguas al río Zújar. Los tributarios principales del río Guadamatilla son, de sur a norte, por la margen izquierda, los arroyos del Lobo, del Fresno, de la Parrilla y de Torretejada; y, por la derecha, el arroyo del Lanchar, el río Guadarramilla y los arroyos del Tamujar, de las Adelfas y del Torilejo.
En general, el régimen hídrico de los ríos de la zona, destacan por su irregularidad con marcados estiajes y fuertes crecidas. Existe un embalse en el curso medio del Guadamatilla llamado embalse de la Colada.

## Zonas especiales de conservación
Dos tramos distintos del Guadamatilla has sido declarados Zona Especial de Conservación (ZEC). Por un lado la ZEC Río Guadamatilla y Arroyo  del Tamujar (ES6130010), conformada por los últimos 14 km del río Guadamatilla, antes de ceder sus aguas al río Zújar, y por uno de sus principales tributarios, el arroyo del Tamujar. El cauce alto de este arroyo queda protegido bajo la ZEC Sierra de Santa Eufemia (ES6130003),  que protege los primeros kilómetros de su recorrido.
Por otro lado, la ZEC Río Guadamatilla (ES6130011) ocupa los primeros tramos del río que le da nombre, en un recorrido algo superior a 14,5 km, en el término municipal de Hinojosa del Duque.
La fauna característica es la típica de ribera, destacando la nutria, el galápago leproso, la boga del Guadiana, el barbo comizo o la pardilla. También están presentes especies de peces como el pez fraile; diferentes anfibios como el sapillo pintojo ibérico o la subespecie de salamandra que se extiende por Sierra Morena; y aves como el martín pescador y varias rapaces.